# Provinciale weg 511
De provinciale weg 511, ook wel N511, is een provinciale weg in Noord-Holland die loopt van de aansluiting met de N510 bij Bergen naar Egmond aan den Hoef.
De N511 begint op de rotonde met de N510 die een verbinding vormt tussen Bergen en Bergen aan Zee. De weg loopt vervolgens naar Egmond a/d Hoef en vormt daarbij over de gehele lengte de oostgrens van het Noordhollands Duinreservaat. Onderweg gaat de N511 door de buurtschappen Het Woud en Wimmenum.  
De weg is deels uitgevoerd als tweestrooks-gebiedsontsluitingsweg en als erftoegangsweg. De maximumsnelheid is over de gehele lengte 60 km/h. De weg heeft als straatnaam Herenweg. 
N23 · N194 · N196 · N197 · N198 · N199 · N200 · N201 · N202 · N203 · N204 · N205 · N206 · N207 · N208 · N209 · N210 · N211 · N212 · N213 · N214 · N215 · N216 · N217 · N218 · N219 · N220 · N221 · N222 · N223 · N224 · N225 · N226 · N227 · N228 · N229 · N230 · N231 · N232 · N233 · N234 · N235 · N236 · N237 · N238 · N239 · N240 · N241 · N242 · N243 · N244 · N245 · N246 · N247 · N248 · N249 · N250 · N307

N401 · N402 · N403 · N404 · N405 · N406 · N407 · N408 · N409 · N410 · N411 · N412 · N413 · N414 · N415 · N416 · N417 · N418 · N419 · N420 · N421 · N439 · N440 · N441 · N442 · N443 · N444 · N445 · N446 · N447 · N448 · N449 · N450 · N451 · N452 · N453 · N454 · N455 · N456 · N457 · N458 · N459 · N460 · N461 · N462 · N463 · N464 · N465 · N466 · N467 · N468 · N469 · N470 · N471 · N472 · N473 · N474 · N475 · N476 · N477 · N478 · N479 · N480 · N481 · N482 · N483 · N484 · N487 · N488 · N489 · N490 · N491 · N492 · N493 · N494 · N495 · N496 · N497 · N498 · N501 · N502 · N503 · N504 · N505 · N505 (Andijk) · N506 · N507 · N508 · N509 · N510 · N511 · N512 · N513 · N514 · N515 · N516 · N517 · N518 · N519 · N520 · N521 · N522 · N523 · N524 · N525 · N526 · N527 · N806 · N830 · N848

Cursief vermelde wegen zijn voormalige Provinciale wegen